# Até que a Sorte Nos Separe 2
Até que a Sorte Nos Separe 2 é um filme de comédia  dirigido por Roberto Santucci e escrito por Paulo Cursino. Leandro Hassum que interpretara no filme anterior Tino, volta para reprisar seu papel, enquanto Danielle Winits que interpretara Jane no filme anterior, não está no filme de agora, sendo substituída por Camila Morgado. O longa foi lançado nos circuitos nacionais em 27 de dezembro de 2013.
O filme conta com participações especiais do comediante norte-americano Jerry Lewis e do lutador brasileiro 'Spider' Anderson Silva.
A comédia atingiu a excelente marca de 569 mil espectadores na estreia, tornando-se o melhor lançamento de 2013. O filme superou com facilidade o líder das semanas anteriores, O Hobbit: A Desolação de Smaug, que caiu para a segunda colocação, com mais 249 mil espectadores. Em terceiro lugar, A Vida Secreta de Walter Mitty teve ótima sustentação, e foi visto por 121 mil pessoas.

## Sinopse
Deu tudo errado. Três anos depois, Tino (Leandro Hassum) e Jane (Camila Morgado) estão mais uma vez em dificuldades financeiras. O saldo bancário do casal é salvo graças ao inesperado falecimento de tio Olavinho, que deixou uma herança de R$ 100 milhões a ser dividida igualmente entre Jane e sua mãe, Estela (Arlete Salles). Como o último desejo do tio foi que suas cinzas sejam jogadas no Grand Canyon, Tino aproveita para levar a esposa e dois de seus filhos para conhecer Las Vegas. Entretanto, ele se empolga com a jogatina de um cassino e perde todo o dinheiro ganho por Jane na mesa de pôquer. Para piorar a situação, ainda fica devendo US$ 10 milhões a um capanga da máfia mexicana (Charles Paraventi), que deseja receber o dinheiro a todo custo.

## Elenco
- Leandro Hassum como Faustino “Tino” Araújo Peixoto / Dona Lola Araújo Peixoto
- Camila Morgado como Janine “Jane” Mendes Peixoto
- Kiko Mascarenhas como Amauri Ferreira Alves Pinho
- Rita Elmôr como Laura Ferreira Alves Pinho
- Rodrigo Sant' Anna como Vander / Manochaco
- Charles Paraventi como García
- Julia Dalavia como Stefani “Teté” Peixoto
- Henry Fiuka como Faustino "Juninho" Araújo Peixoto Junior
- Arlete Salles como Estela Mendes
- Berta Loran como Manuela da Silva
- Anderson Silva como Detetive Andrew Silver / ele mesmo
- Jerry Lewis como Stanley, o mensageiro
- Marcius Melhem como mensageiro do hotel
- Henri Pagnocelli como Dr. Robélio Praxedes
- Victor Leal como Douglas

## Produção
Depois que Até que a Sorte nos Separe atraiu 3.4 milhões de espectadores para as salas de cinema, a Paris Filmes confirmou em outubro de 2012 uma sequência do filme. A intenção é de produzir duas sequência simultaneamente. Em uma entrevista para o website AdoroCinema, Santucci revelou que parte do filme será gravado em Las Vegas e que as filmagens estavam programadas para serem iniciadas em julho de 2013. A produção recebeu da Ancine autorização para captar 7.44 milhões de reais em incentivos fiscais, valor acima do orçamento do primeiro filme, que ficou em 6 milhões de reais.

## Recepção
Até que a Sorte Nos Separe 2 teve recepção geralmente desfavorável por parte da crítica especializada. Com base de 12 revisões da imprensa brasileira, alcançou uma nota de 2,0 de 5 no AdoroCinema.
Da Folha de S.Paulo, Sérgio Alpendre deu uma avaliação negativa, dizendo que o filme "passa vergonha se comparado às pérolas que Jerry Lewis dirigiu e protagonizou, e nem mesmo é um bom filme (os exageros e o desleixo com a câmera ainda estão presentes). Mas ao menos significa um progresso no desolador cenário do cinema brasileiro para grande público."
Do site Omelete, Natália Bridi também em análise negativa para o filme, disse que "As piadas que saem da boca de Hassum são sempre superficiais, baseadas apenas em estereótipos e preconceitos [...] Para humanizar o personagem, o roteiro [...] preenche as lacunas com momentos emocionais, prontamente acompanhados por uma trilha sentimental."